# McCormick (agroalimentaire)
Ne doit pas être confondu avec McCormick (matériel agricole).
McCormick (NYSE : MKC) est une multinationale américaine spécialisée dans le secteur de l'agroalimentaire et basée à Hunt Valley dans le Maryland. L'entreprise est le leader mondial des épices.

## Historique
L'entreprise fut fondée en 1889 à Baltimore avant d'aller s'implanter dans sa proche banlieue en 1989. Elle a multiplié les rachats d'entreprises, notamment Ducros et Vahiné en 2000 auprès de Eridania Béghin-Say, et Lawry (sauces et marinades pour le marché américain) en 2008 à Unilever.
En juillet 2017, McCormick annonce l'acquisition de la division nourriture de Reckitt Benckiser, incluant notamment la marque French's, pour 4,2 milliards de dollars.
En novembre 2020, McCornick annonce l'acquisition de Cholula, spécialisée dans les sauces piquantes, pour 800 millions de dollars.

## Marques
McCormick possède diverses marques d'alimentation dans l'aide à la cuisine et l’assaisonnement (sauces, épices) :
- Billy Bee Honey (Canada),
- Butty (Suisse),
- Club House (Canada),
- Ducros (France),
- McCormick Foods Australia (Australie),
- Kamis (Pologne),
- Old Bay Seasoning (États-Unis),
- Schilling (Ouest des États-Unis),
- Schwartz (Royaume-Uni),
- Silvo (Pays-Bas),
- Simply Asia (États-Unis),
- Thai Kitchen (Suisse),
- Vahiné (France),
- Zatarain's (États-Unis).

## Principaux actionnaires
Au 1 juillet 2020.
| The Vanguard Group               | 11,7% |
| State Farm Investment Management | 7,11% |
| Fundsmith                        | 5,76% |
| SSgA Funds Management            | 5,51% |
| BlackRock Fund Advisors          | 2,57% |
| Turner Investments               | 2,27% |
| Franklin Advisers                | 2,08% |
| Geode Capital Management         | 1,62% |
| Pequot Capital Management        | 1,28% |

## McCormick France
McCormick France (anciennement Ducros) a été créée le 23 septembre 1975 à Avignon. C'est la seconde entreprise industrielle du département du Vaucluse par son chiffre d'affaires et par son effectif.
|                                        | 2016 | 2017 | 2018 |
| -------------------------------------- | ---- | ---- | ---- |
| Chiffre d'affaires en millions d'euros | 365  | 356  | 358  |
| Résultat net en millions d'euros       | 18   | 18,7 | 20,5 |
| Effectif moyen annuel                  | 659  | 634  | 613  |